# Epithalassius corsicanus
Epithalassius corsicanus är en tvåvingeart som beskrevs av Becker 1918. Epithalassius corsicanus ingår i släktet Epithalassius och familjen styltflugor. Inga underarter finns listade i Catalogue of Life.